# IC 5354/2
IC 5354/2 је лентикуларна галаксија у сазвијежђу Вајар која се налази на листи објеката дубоког неба у Индекс каталогу.
Деклинација објекта је - 28° 8' 1" а ректасцензија 23h 47m 29,7s. Привидна величина (магнитуда) објекта IC 5354 износи 15,1 а фотографска магнитуда 16,0. IC 53542 је још познат и под ознакама DRCG 54-57, PGC 85759.